# Discolaimium gigas
Discolaimium gigas är en rundmaskart. Discolaimium gigas ingår i släktet Discolaimium och familjen Dorylaimidae. Inga underarter finns listade i Catalogue of Life.